# Simon Marius
Simon Marius (født 10. januar 1573, død 26. december 1624) var en tysk astronom.
I værket Mundus Iovialis fra 1614 beskrev han Jupiter og dens måner. Han hævdede at have opdaget planetens fire største måner nogle dage før Galileo, hvilke medførte et større skænderi de to imellem. Galileo anklagede Marius for at have kopieret hans arbejde og hævdede at Mundus Iovialis var et plagiat. I dag anses det for mulig at Marius opdagede månerne uafhængigt af Galileo, dog nogle dage senere. Månerne har i dag de navne som Marius gav dem: Io, Europa, Ganymedes og Callisto.

## Weblink
- Marius-portal Matematiker – læge – astronom